# 平格里 (愛達荷州)
平格里（英語：Pingree）是位於美國愛達荷州賓厄姆縣的一個非建制地區。

## 地理
平格里的座標為43°07′00″N 112°35′55″W / 43.11667°N 112.59861°W，而該地的平均海拔高度為1357米（即4452英尺）。